# Chiptune

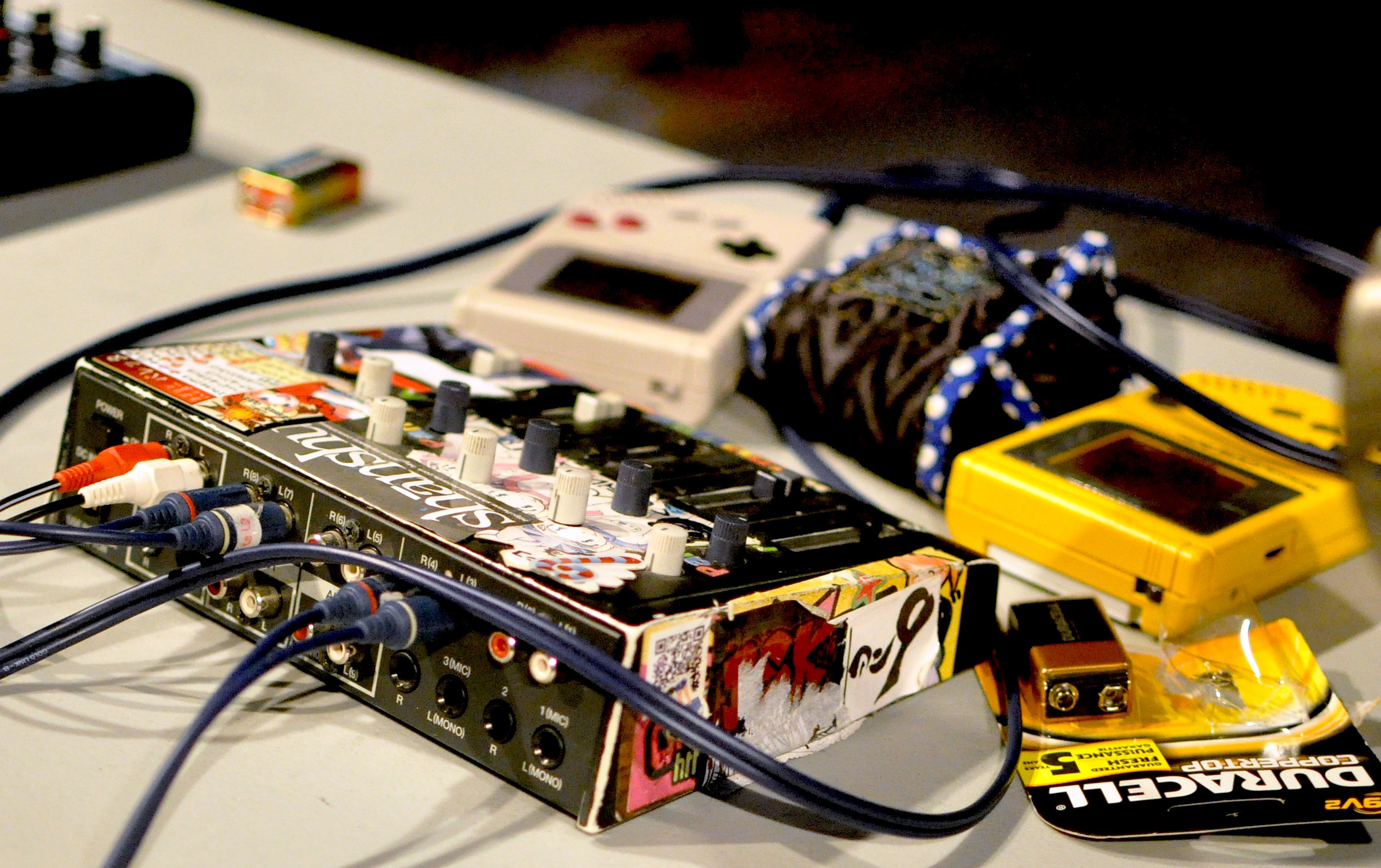
Equipo utilizado para crear chiptune

Chiptunes o chip musics (a veces llamado 8-bit music) es música escrita en formatos de sonido donde todos los sonidos son sintetizados en tiempo real por el chip de sonido de una videoconsola.
La "era de oro" de los chiptunes fue desde mediados de los 1980 hasta principio de los 1990, cuando estos chips eran el único modo de reproducir música en las computadoras. Este medio dio una gran flexibilidad a los compositores para crear sus propios sonidos de "instrumentos", pero como los primeros chips de sonido solo tenían generadores de tonos simples y ruido, también impuso importantes limitaciones ante la complejidad del sonido. Los chiptunes suelen parecer así "ásperos" o "chillones" al oyente corriente. Estos chiptunes están muy relacionados con la música de los videojuegos, compartiendo con estos cultura y origen. 
Estrictamente hablando, el chiptune se caracteriza por utilizar el chip de sonido incluido en las computadoras de 8 bits o bien samples menores a 4 kilobytes que son reproducidos en bucle (loop) en algún secuenciador (tracker) y utilizando envolventes de amplitud para darles forma a estos. 
El término también se utiliza hoy en día para referirse a un género musical que utiliza el sonido distintivo de estos instrumentos sintetizados, más por su valor artístico que por limitaciones de hardware.

## Computadoras utilizadas
Una herramienta típica para la composición de este tipo de música es el computador llamado Commodore 64, que incluye su SID (Sound Interface Device o Dispositivo de interfaz de sonido) el cual es un chip que permite un sonido tan flexible y expresivo como un sintetizador avanzado. Otras computadoras muy utilizadas para la creación de este tipo de sonido fueron el MSX, AtariST, NES (Nintendo Enteintarment System o Famicom /Family Game), y el Sinclair ZX Spectrum

## Chiptune en la actualidad
A través de los años el género musical referido como chiptune se ha mantenido vivo en la llamada demoscene o "demoparties" donde se realizan "compos" (competiciones dedicadas a la elaboración de gráficos animados y chiptunes) desafiando la supuesta obsolescencia de dichos equipos. Se han lanzado nuevos trackers disponibles para producir sonidos chip o chiptune. Por ejemplo en 1999 la creación por parte de Oliver Wittchow de Nanoloop, un programa minimalista de composición y síntesis en un cartucho para la Gameboy de Nintendo, Little Sound DJ LSDJ (del programador independiente Johan Kotlinsky) posee una interfaz diseñada para la composición rápida de chiptunes y ejecución en vivo. 
Junto con esta renovación del chiptune como género han aparecido nuevos artistas realizando música compuesta enteramente en Gameboy, así como presentaciones en vivo, vídeos y un nuevo giro de la estética 8-bit.
Hoy en día, además de los trackers aún en uso (y descargables gratuitamente para cualquiera), a la hora de componer música chiptune original, existen sintetizadores MIDI que emulan el particular sonido chip, además de diversos formatos de audio que compilan este tipo de sonidos de forma pregrabada. Es muy común el uso de música chiptune original en videojuegos creados por desarrolladores independientes.

## Documentales y programas de TV
La escena chiptune fue objeto de un documental llamado Reformat the Planet de 2 Player Productions. Este documental estuvo en el 2008 South by Southwest.
En 2013 se realizó el documental más ambicioso hasta la fecha de Chiptunes Europe in 8bits de Turanga Films], donde se repasaba la escena europea y que estuvo presente en el Festival Internacional de Cine Documental de Ámsterdam y El Festival Internacional de Cine de Miami entre otros. 

En 2019 se lanzó Latin Chip, considerado el primer programa de música chiptune de habla hispana.

### Compositores de chiptunes
- Martin Garrix
- 8BM - 8Bits Memory
- Mr. Midi
- 2080
- 4-Mat
- 8-Bit Soldier
- Alberto José González
- Aleksander Vinter
- AlexPowrs
- Analog
- Anamanaguchi
- Anthony Crowther
- Ben Daglish
- BigGiantCircles
- BleeperCat
- Breakbeat Heartbeat
- Buck Fernandez
- Cheapshot
- Chema64
- Chipzel
- Chris Hülsbeck
- Cinematronic
- Console Killer
- Colon Open Bracket
- Cornbeast
- Crabsound*
- Danimal Cannon
- David Whittaker
- David Wise
- DJ Ignat A.K.A. Neotericz
- Dubmood
- DocPop
- Doomcloud
- El Para Arrañó
- Emamouse
- FantomenK
- Feel The Aurora
- Fenix Noises
- Firebrand Boy
- Frostbyte
- Fucking Entertainment System
- Ghidorah Chiptune
- Grant Kirkhope
- Henry Homesweet
- Hirokazu "Hip" Tanaka
- Hollow Fran
- HUMANoize
- Hurrigame boy
- Hyper Foofie
- IAYD / I Am Your Destruction
- Jean Sebastien Gerard
- Jellica
- Jeroen Tel
- Jochen Hippel
- Joshquery
- Kitsune²
- Knife City
- Kris Keyser
- Ko0x
- Kōji Kondō
- Kommisar
- Kubbi
- La Loca de Hojalata[10]
- LHSchiptunes
- Los Pat Moritas
- L-Tron
- Martin Galway
- Matt Furniss
- Maktone
- Michael Land
- Niño Virtual
- Nullsleep
- Pavlo V. A.K.A. Coleco Music
- PI MARK
- Popcornkid!
- Purple Motion
- RRayen A.K.A Maia Koenig
- Radlib
- Remi Vicious
- Rainbowdragoneyes
- Random Select
- REPLICANT
- Rob Hubbard
- Sabrepulse
- Sam Gorski
- Shirobon
- Silly Rave
- Simon Curtis
- Skaven
- SpagGhetto!
- Spamtron
- Spintronic
- Sultán Paraíso
- She
- Talk to animals
- Tim Follin
- Toni Leys
- Toriena
- Trash80
- Trey Frey
- TomboFry
- Uctumi
- Unicorn Kid
- Vampire Party
- Vespeon
- Yerzmyey
- Yuukichan's Papa
- Yuzo Koshiro
- Zabutom
- Zalza
- Z23
- 8-BITchin'tendo
- Golden Pills

### Visualistas Chiptune
- Chema64
- Vj Entter
- Vj_Psycho (Open Your Eyes Project)
- Pixel Syndrome